# Montescourt-Lizerolles
Montescourt-Lizerolles és un municipi francès situat al departament de l'Aisne i a la regió dels Alts de França. L'any 2007 tenia 1.654 habitants.

## Demografia

### Població
El 2007 la població de fet de Montescourt-Lizerolles era de 1.654 persones. Hi havia 619 famílies de les quals 163 eren unipersonals (36 homes vivint sols i 127 dones vivint soles), 166 parelles sense fills, 242 parelles amb fills i 48 famílies monoparentals amb fills.
La població ha evolucionat segons el següent gràfic:
Habitants censats

### Habitatges
El 2007 hi havia 672 habitatges, 632 eren l'habitatge principal de la família, 9 eren segones residències i 31 estaven desocupats. 625 eren cases i 46 eren apartaments. Dels 632 habitatges principals, 442 estaven ocupats pels seus propietaris, 183 estaven llogats i ocupats pels llogaters i 7 estaven cedits a títol gratuït; 2 tenien una cambra, 18 en tenien dues, 82 en tenien tres, 250 en tenien quatre i 280 en tenien cinc o més. 483 habitatges disposaven pel capbaix d'una plaça de pàrquing. A 291 habitatges hi havia un automòbil i a 230 n'hi havia dos o més.

### Piràmide de població
La piràmide de població per edats i sexe el 2009 era:
| Homes | Edats   | Dones |
| ----- | ------- | ----- |
| 0     | 95 o +  | 0     |
| 4     | 90 a 94 | 4     |
| 8     | 85 a 89 | 12    |
| 8     | 80 a 84 | 8     |
| 16    | 75 a 79 | 28    |
| 44    | 70 a 74 | 48    |
| 20    | 65 a 69 | 64    |
| 28    | 60 a 64 | 24    |
| 36    | 55 a 59 | 24    |
| 36    | 50 a 54 | 52    |
| 32    | 45 a 49 | 84    |
| 60    | 40 a 44 | 64    |
| 64    | 35 a 39 | 56    |
| 56    | 30 a 34 | 28    |
| 32    | 25 a 29 | 52    |
| 80    | 20 a 24 | 64    |
| 60    | 15 a 19 | 56    |
| 36    | 10 a 14 | 40    |
| 32    | 5 a 9   | 28    |
| 40    | 0 a 4   | 24    |

## Economia
El 2007 la població en edat de treballar era de 1.013 persones, 732 eren actives i 281 eren inactives. De les 732 persones actives 625 estaven ocupades (356 homes i 269 dones) i 108 estaven aturades (53 homes i 55 dones). De les 281 persones inactives 76 estaven jubilades, 65 estaven estudiant i 140 estaven classificades com a «altres inactius».

### Ingressos
El 2009 a Montescourt-Lizerolles hi havia 625 unitats fiscals que integraven 1.654 persones, la mediana anual d'ingressos fiscals per persona era de 14.809 €.

### Activitats econòmiques
Dels 34 establiments que hi havia el 2007, 2 eren d'empreses alimentàries, 3 d'empreses de fabricació d'altres productes industrials, 8 d'empreses de construcció, 7 d'empreses de comerç i reparació d'automòbils, 2 d'empreses de transport, 1 d'una empresa d'hostatgeria i restauració, 1 d'una empresa de serveis, 7 d'entitats de l'administració pública i 3 d'empreses classificades com a «altres activitats de serveis».
Dels 12 establiments de servei als particulars que hi havia el 2009, 1 era una oficina de correu, 2 funeràries, 1 autoescola, 1 paleta, 1 guixaire pintor, 2 lampisteries, 2 electricistes, 1 perruqueria i 1 restaurant.
Dels 6 establiments comercials que hi havia el 2009, 1 era un hipermercat, 1 una gran superfície de material de bricolatge, 1 una botiga de menys de 120 m², 1 una botiga de congelats, 1 una llibreria i 1 una botiga d'equipament de la llar.
L'any 2000 a Montescourt-Lizerolles hi havia 3 explotacions agrícoles que ocupaven un total de 384 hectàrees.

## Equipaments sanitaris i escolars
L'únic equipament sanitari que hi havia el 2009 era una farmàcia.
El 2009 hi havia 1 escola maternal i 1 escola elemental.

## Poblacions més properes
El següent diagrama mostra les poblacions més properes.